# Acueducto California
El Acueducto California (en inglés: California Aqueduct) también llamado «Acueducto California Gobernador Edmund G. Brown» es un sistema de canales, túneles y tuberías que transportan el agua procedente de las montañas y los valles del norte y centro de California hasta el sur de la Sierra Nevada, en Estados Unidos.  El Departamento de Recursos Hidráulicos (DWR) opera y mantiene el Acueducto de California, incluyendo dos plantas hidroeléctricas de almacenamiento por bombeo, Castaic y Gianelli. Gianelli se encuentra en la base de la presa San Luis, que forma el embalse de San Luis, el mayor reservorio fuera de un curso natural en los Estados Unidos. La Central Castaic se encuentra en el extremo norte del Lago Castaic, mientras que la presa Castaic está situada en el extremo sur.